# FZ:OZ
FZ:OZ dvostruki je CD album uživo američkog glazbenika Franka Zappe, koji postumno izlazi u kolovozu 2002.g. Ovo je prvi album kojeg izdaje kuća "Vaulternative Records". Sadrži gotovo sve skladbe s koncerta u "Hordern Pavilionu" (Sydney, Australija), koji je održan 20. siječnja 1976.
Skladba "Kaiser Rolls" pojavljuje se dva puta na albumu u dvije verzije, jedna s koncerta i jedna probna verzija koje je snimljena poslije turneje i stavljena na kraj drugog CD-a pod imenom, "Kaiser Rolls (Du Jour)".

## Popis pjesama
Sve pjesme napisao je Frank Zappa.

### Disk 1
1. "Hordern Intro (Incan Art Vamp)" – 3:10
2. "Stink-Foot" – 6:35
3. "The Poodle Lecture" – 3:05
4. "Dirty Love" – 3:13
5. "Filthy Habits" – 6:18
6. "How Could I Be Such a Fool?" – 3:27
7. "I Ain't Got No Heart" – 2:26
8. "I'm Not Satisfied" – 1:54
9. "Black Napkins" – 11:57
10. "Advance Romance" – 11:17
11. "The Illinois Enema Bandit" – 8:45
12. "Wind Up Workin' in a Gas Station" – 4:14
13. "The Torture Never Stops" – 7:12

### Disk 2
1. "Canard Toujours" – 3:22
2. "Kaiser Rolls" – 3:17
3. "Find Her Finer" – 3:48
4. "Carolina Hard-Core Ecstasy" – 6:12
5. "Lonely Little Girl" – 2:39
6. "Take Your Clothes Off When You Dance" – 2:02
7. "What's the Ugliest Part of Your Body?" – 1:07
8. "Chunga's Revenge" – 15:41
9. "Zoot Allures" – 12:50
10. "Keep It Greasy" – 4:40
11. "Dinah-Moe Humm" – 6:54
12. "Camarillo Brillo" – 3:58
13. "Muffin Man" – 3:41
14. "Kaiser Rolls (Du Jour)" – 3:00

## Izvođači
- Frank Zappa – gitara, vokal
- Terry Bozzio – bubnjevi, vokal
- Napoleon Murphy Brock – tenor saksofon, vokal
- Roy Estrada – bas-gitara, vokal
- Andre Lewis – klavijature, vokal
- Norman Gunston – harmonika (u skladbi "The Torture Never Stops")

## Vanjske poveznice
- Informacije na Lyricsu
- Detalji o izlasku albuma